# Xanthorhoe gypsomela
Xanthorhoe gypsomela är en fjärilsart som beskrevs av Oswald Beltram Lower 1892. Xanthorhoe gypsomela ingår i släktet Xanthorhoe och familjen mätare. Inga underarter finns listade i Catalogue of Life.